# 200 км Буэнос-Айреса
200 километров Буэнос-Айреса — традиционная гонка аргентинского кузовного чемпионата TC2000, проводящаяся на автодроме имени Оскара и Хуана Галвесов в Буэнос-Айресе, Аргентина.

## Общая информация
200-километровая гонка в Буэнос-Айресе является одним из престижнейших соревнований в календаре TC2000.
Этап является одним из немногих марафонских этапов в календаре серии. По регламенту подобных соревнований, за каждую выставленную на старт гонки машины должно быть заявлено по два пилота. Образовавшуюся вакансию обычно занимают приглашённые гонщики из различных мировых автоспортивных первенств. Так за последние годы в гонке в столице Аргентины принимали участие Габриэле Тарквини, Иван Мюллер, Рикардо Маурисио, Ален Меню, Стефан Юханссон и Николя Минасян.
В 2004—2010 годах гонка проходила на автодроме имени Оскара и Хуана Галвесов.

## Победители
| Сезон | Выигравший экипаж                         | Машина          | Трасса       | Отчёт |
| ----- | ----------------------------------------- | --------------- | ------------ | ----- |
| 2004  | Габриэль Понсе де Леон Патрисио ди Пальма | Ford Focus      | Буэнос-Айрес | Отчёт |
| 2005  | Диего Авентин Лучано Бурти                | Ford Focus      | Буэнос-Айрес | Отчёт |
| 2006  | Матиас Росси Ален Меню                    | Chevrolet Astra | Буэнос-Айрес | Отчёт |
| 2007  | Хуан Мануэль Силва Эсекиль Босио          | Honda Civic     | Буэнос-Айрес | Отчёт |
| 2008  | Хосе Мария Лопес Энтони Рид               | Honda Civic     | Буэнос-Айрес | Отчёт |
| 2009  | Норберто Фонтана Рикардо Маурисио         | Toyota Corolla  | Буэнос-Айрес | Отчёт |
| 2010  | Бернардо Ллавер Мауро Джаламбардо         | Toyota Corolla  | Буэнос-Айрес | Отчёт |
| 2011  | Мариано Вернер Эстебан Геррьери           | Toyota Corolla  | Ла-Плата     | Отчёт |
| 2014  | Нестор Джиролами Мауро Джаламбардо        | Peugeot 408     | Буэнос-Айрес | Отчёт |
| 2015  | Матиас Росси Габриэль Понсе де Леон       | Toyota Corolla  | Ла-Пампа     | Отчёт |
| 2016  | Агустин Канапино Гильермо Ортельи         | Chevrolet Cruze | Буэнос-Айрес | Отчёт |
| 2017  | Эмилиано Спатаро Кристиан Ледесма         | Renault Fluence | Буэнос-Айрес | Отчёт |
| 2018  | Факундо Ардуссо Мариано Альтуна           | Renault Fluence | Буэнос-Айрес | Отчёт |
| 2019  | Леонель Перния Дамиан Финеши              | Renault Fluence | Буэнос-Айрес | Отчёт |
| 2021  | Леонель Перния Антонино Гарсиа            | Renault Fluence | Буэнос-Айрес | Отчёт |
| 2022  | Леонель Перния Антонино Гарсиа            | Renault Fluence | Буэнос-Айрес | Отчёт |
| 2023  | Леонель Перния Антонино Гарсиа            | Renault Fluence | Буэнос-Айрес | Отчёт |
| 2024  | Дамиан Финеши Агустин Канапино            | Chevrolet Cruze | Буэнос-Айрес | Отчёт |